# 福斯特冰原島峰
福斯特冰原島峰（英語：Foster Nunatak）是南極洲的冰原島峰，位於麥克羅伯特森地，處於阿梅里冰架南部，屬於曼寧冰原島峰的一部分，現時由南極條約體 系管理。